# Lekkoatletyka na Letnich Igrzyskach Olimpijskich 1904 – skok wzwyż

Skok wzwyż podczas igrzysk olimpijskich w 1904 w Saint Louis rozegrano 29 sierpnia 1904 na stadionie Francis Field należącym do Washington University. Startowało 6 lekkoatletów z 3 państw. Rozegrano tylko finał.

## Rekordy
| Rekord świata     | 1,97 | Michael Sweeney | Nowy Jork (USA) | 21 września 1895 |
| Rekord olimpijski | 1,90 | Irving Baxter   | Paryż (Francja) | 15 lipca 1900    |

## Finał
| lp | Imię i nazwisko | Wiek | Reprezentacja        | Wynik | Uwagi |
| -- | --------------- | ---- | -------------------- | ----- | ----- |
| 1  | Samuel Jones    | 24   | Stany Zjednoczone    | 1,80  |       |
| 2  | Garrett Serviss | 25   | Stany Zjednoczone    | 1,77  |       |
| 3  | Paul Weinstein  | 26   | Cesarstwo Niemieckie | 1,77  |       |
| 4  | Lajos Gönczy    | 23   | Węgry                | 1,75  |       |
| 5  | Emil Freymark   | 20   | Stany Zjednoczone    | nn    |       |
| 6  | Ervin Barker    | 21   | Stany Zjednoczone    | 1,70  |       |

Jones jako jedyny skoczył 1,80 m. Serviss wygrał z Weinsteinem po dogrywce. Jones i Serviss skakali stylem nożycowym.